# Ikaria-Werke GmbH

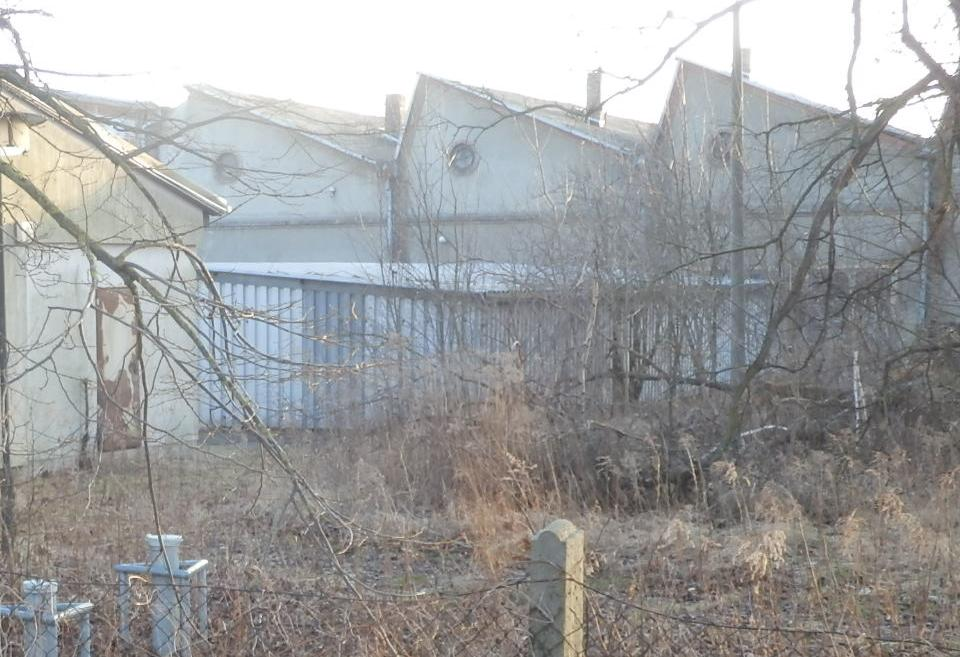
La planta de producción de Ikaria Werke el 2015

Ikaria-Werke GmbH o Ikaria Gesellschaft für Flugzeugzubehör mbH (del alemán: "Compañía de equipamiento aeronáutico Ikaria") fue una compañía alemana con sede en Velten, Berlín. 
Fue fundada el 20 de abril de 1934 como filial de la empresa suiza Oerlikon-Bührle por Hans Keilhack (1892-1946), quien en el año 1933 ya fabricaba bajo licencia varios productos de la firma suiza. En 1936 se inauguró la planta Ikaria-Werke Velten bajo la supervisión y dirección de Keilhack.
Los nuevos talleres se ubicaban frente a la red ferroviaria de Kremmen, aunque lejos de cualquier estación de pasajeros. Para facilitar el transporte del personal de la fábrica, en 1938 se construyó la estación Hohenschöpping con el financiamiento de Ikaria.
Con el estallido de la Segunda Guerra Mundial, cada vez más y más trabajadores eran llamados a formar parte de las filas de la Wehrmacht, por lo que se acudió a utilizar Ostarbeiter, trabajadores de Europa del Este, por lo que se construyeron tres cuarteles dentro de las inmediaciones de la empresa para acomodarlos. Posteriormente, la fábrica comenzó a utilizar mano de obra forzada. En 1943 fue creado el campo de concentración de Velten en la estación de Hohenschöpping, el cual albergaba mujeres, las cuales eran forzadas a trabajar torneando y ensamblando partes de aeronaves.
La compañía fue un importante proveedor para la compañía aeronáutica Heinkel-Werke Oranienburg. En 1939 la compañía se auto-definió como "Manufactura de equipamiento especial para aeronaves". Produjo los cañones automáticos MG FF y Oerlikon FF, afustes tanto fijos como móviles para cañones automáticos de todos los calibres y acristalamiento de avión en plexiglas moldeado.
La empresa matriz suiza Oerlikon-Bührle fue forzada a abandonar a su filial en 1939 aunque continuaron trabajando en conjunto durante la guerra. Así, Alemania adquirió equipamiento aeronáutico, maquinaria e implementos a la nación neutral de Suiza hasta 1944.
Después de la guerra, todas las plantas fueron desmanteladas o destruidas por la fuerza de ocupación soviética. Tan extensivo fue el desmantelamiento que entre 1946 y 1950 los trenes pasaban de largo por la estación, ya que no había nada que transportar. El exdirector de la fábrica Hans Keilhack fue deportado por los soviéticos al campo de reclusión de Ketschendorf, donde falleció en marzo de 1946.
En la época de la República Democrática Alemana, los galpones de la planta fueron utilizados como almacenes y hoy en día aún se mantienen en pie.